# 长湘高速龙洞隧道
长湘高速龙洞隧道位于湖南省长沙市岳麓区莲花镇龙洞村，为双洞六车道分离式隧道，左洞长655米，右洞长618米。龙洞隧道开挖轮廓最大高度12.31米，最大宽度为18.63米，最大开挖面积174.6平方米。该隧道是湖南京港澳高速复线长湘高速路段的控制性工程，总投资1.12亿元，2009年10月正式开工建设，2010年12月31日贯通。